# Ferrovia Suzzara-Ferrara
A ferrovia Suzzara-Ferrara é uma linha ferroviaria em concessão, agora de propriedade regional, que liga a cidade de Suzzara com a cidade emiliana de Ferrara.
É gerida pela Ferrovie Emilia Romagna srl, que desenvolve prevalentemente serviços locais entre Suzzara e Ferrara, e conecçōes diretas com as cidades de Bolonha e Mantova.